# بنیاد ژاپن
بنیاد ژاپن (به ژاپنی: 国際交流基金, Kokusai Kōryū Kikin)، در سال ۱۹۷۲ توسط یک قانون دایت ملی به عنوان یک نهاد حقوقی ویژه برای انتشار بین‌المللی فرهنگ ژاپنی تأسیس شد و در ۱ اکتبر ۲۰۰۳ تحت قانون بنیاد نهاد مستقل اداری ژاپن، به یک نهاد اداری مستقل تحت صلاحیت وزارت امور خارجه تبدیل شد.